# Friburguense AC
Der Friburguense Atlético Clube ist ein brasilianischer Fußballverein aus Nova Friburgo im Bundesstaat Rio de Janeiro.
Seit den späten 1990er Jahren ist der Verein in regelmäßigen Abständen in der untersten Liga der nationalen brasilianischen Meisterschaft vertreten, zuletzt 2012 in der Série D. Seit 2012 ist er wieder durchgehend in der ersten Staatsliga von Rio de Janeiro vertreten.
Nach 2011 hatte Friburguense in der Saison 2016 zum zweiten Mal das Finale des Rio-Staatspokals erreicht und dieses gegen die AA Portuguesa nach einem 3:2 und 3:4 am 22. Oktober 2016 im entscheidenden Elfmeterspiel mit 4:3 gewonnen. Allerdings hat Portuguesa gegen diese Wertung umgehend Protest eingelegt, weil Friburguense im Finalhinspiel einen nichtregistrierten Spieler eingesetzt hatte. Das Sportgericht des Rio-Landesverbandes hat am 28. Oktober 2016 der Beschwerde stattgegeben und nachträglich die Wertung des Finales negiert, worauf der Pokalsieg Portuguesa zugesprochen wurde.

## Anmerkung
1. ↑  Friburguense e punido por escalacao irregular e perde o titulo da copa rio – globoesporte.globo.com (28. Oktober 2016), abgerufen am 3. November 2016.